# احمد عید ماهر
احمد عید ماهر (انگلیسی: Ahmed Eid Maher Beirakdar؛ زادهٔ ۲ مهٔ ۱۹۵۵) بازیکن فوتبال اهل سوریه بود.
وی به‌همراه تیم ملی فوتبال سوریه در بازی‌های المپیک تابستانی ۱۹۸۰ شرکت کرده‌است.